# Karoline Trojer
Karoline Trojer (San Candido, 13 agosto 1984) è un'ex sciatrice alpina italiana.

## Biografia
Attiva in gare FIS dal dicembre del 1999, le specialità in cui ottenne i risultati migliori furono supergigante, slalom gigante e supercombinata. Esordì in Coppa Europa il 22 febbraio 2001 a Ravascletto, senza concludere la prima manche dello slalom speciale in programma; in seguito partecipò a due edizioni dei Campionati mondiali juniores, senza conseguire risultati di rilievo.
Debuttò in Coppa del Mondo il 24 gennaio 2004 quando partecipò allo slalom gigante di Maribor, senza qualificarsi per la seconda manche. Il 14 dicembre 2005 ad Alleghe conquistò il suo primo podio in Coppa Europa (3ª in slalom gigante). Per conquistare i primi punti in Coppa del Mondo dovette invece aspettare il 20 febbraio 2009 con il 26º posto nella supercombinata di Tarvisio; quel piazzamento rimase il suo migliore in Coppa del Mondo, circuito dal quale si congedò il giorno successivo con il supergigante disputato nella medesima località (46ª). Pochi giorni dopo, il 24 febbraio, colse sempre a Tarvisio in supercombinata l'ultimo podio in Coppa Europa (2ª); si ritirò al termine di quella stessa stagione e la sua ultima gara fu lo slalom speciale dei Campionati italiani 2009, disputato il 20 marzo all'Alpe Cermis e chiuso dalla Trojer all'8º posto. In carriera non prese parte a rassegne olimpiche o iridate.

## Palmarès

### Coppa del Mondo
- Miglior piazzamento in classifica generale: 123ª nel 2009

### Coppa Europa
- Miglior piazzamento in classifica generale: 6ª nel 2009
- 3 podi:
  - 2 secondi posti
  - 1 terzo posto

### Campionati italiani
- 3 medaglie[1]:
  - 1 oro (combinata nel 2003)
  - 2 argenti (supergigante nel 2006; slalom gigante nel 2007)